# Ginnastica ai Giochi della XXXI Olimpiade - Volteggio femminile
La finale al volteggio femminile alle Olimpiadi di Rio de Janeiro si è svolta nella HSBC Arena il 14 agosto.

## Podio
| Oro                      | Argento             | Bronzo                      |
| Simone Biles Stati Uniti | Maria Paseka Russia | Giulia Steingruber Svizzera |

## Qualificazioni
A causa della regola dei passaporti "two per country", l'accesso in finale è valido soltanto a due atlete per nazione.
| Pos. | Ginnasta           | Totale | Qual. |
| ---- | ------------------ | ------ | ----- |
| 1    | Simone Biles       | 16.050 | Q     |
| 2    | Hong Un Jong       | 15.683 | Q     |
| 3    | Giulia Steingruber | 15.266 | Q     |
| 4    | Marija Paseka      | 15.049 | Q     |
| 5    | Oksana Čusovitina  | 14.999 | Q     |
| 6    | Shallon Olsen      | 14.950 | Q     |
| 7    | Yan Wang           | 14.949 | Q     |
| 8    | Dipa Karmakar      | 14.850 | Q     |
| 9    | Brittany Rogers    | 14.783 | R1    |
| 10   | Seda Tutchaljan    | 14.733 | R2    |
| 11   | Elissa Downie      | 14.683 | R3    |

## Classifica
| Pos.    | Ginnasta           | D. Score | E. Score | Penalità | 1° Parziale | D. Score | E. Score | Penalità | 2° Parziale | Totale |
| ------- | ------------------ | -------- | -------- | -------- | ----------- | -------- | -------- | -------- | ----------- | ------ |
| Oro     | Simone Biles       | 6.300    | 9.600    | —        | 15.900      | 6.400    | 9.700    | —        | 16.033      | 15.966 |
| Argento | Marija Paseka      | 6.400    | 8.966    | -0.100   | 15.266      | 6.300    | 8.941    | —        | 15.241      | 15.253 |
| Bronzo  | Giulia Steingruber | 6.200    | 9.333    | —        | 15.533      | 5.800    | 9.100    | —        | 14.900      | 15.216 |
| 4       | Dipa Karmakar      | 6.000    | 8.866    | —        | 14.866      | 7.000    | 8.266    | —        | 15.266      | 15.066 |
| 5       | Wang Yan           | 6.000    | 8.866    | —        | 14.866      | 6.200    | 8.933    | —        | 15.133      | 14.999 |
| 6       | Hong Un-jong       | 6.400    | 9.000    | —        | 15.400      | 6.300    | 8.200    | -0.100   | 14.400      | 14.900 |
| 7       | Oksana Čusovitina  | 7.000    | 7.933    | —        | 14.933      | 6.000    | 8.883    | -0.100   | 14.733      | 14.833 |
| 8       | Shallon Olsen      | 6.300    | 8.666    | —        | 14.966      | 5.900    | 8.766    | —        | 14.666      | 14.816 |
| Pos.    | Ginnasta           | 1° Salto | 1° Salto | 1° Salto | 1° Salto    | 2° Salto | 2° Salto | 2° Salto | 2° Salto    | Totale |